# Persecuția evreilor
Persecutarea evreilor a fost o parte importantă a istoriei evreilor, fapt care a determinat deplasarea mai multor valuri de refugiați către Diaspora evreiască.

## Imperiul Seleucid
Când Iudeea a căzut sub dominația Imperiului Seleucid, procesul de elenizare a fost impus prin lege. Acest lucru a însemnat efectiv impunerea forțată a unor practici religioase păgâne. În anul 167 î.Hr sacrificiul ritual evreiesc a fost interzis, sabaturile și sărbătorile evreiești au fost interzise, iar circumcizia a fost scoasă în afara legii. Au fost construite altare pentru zeii greci și s-au sacrificat acolo animale interzise evreilor. Statuile lui Zeus a fost amplasată pe altarul Templului. Deținerea scripturilor evreiești era considerată o infracțiune capitală.

## Antisemitismul apusean și creștin
În Evul mediu Antisemitismul din Europa a fost religios. Deși această idee nu face parte din dogma romano-catolică, mulți creștini, inclusiv membri ai clerului, au considerat întregul popor evreu ca fiind responsabil pentru uciderea lui Isus. După cum se menționează în Boston College Guide to Passion Plays, „în cursul timpului, creștinii au început să accepte ideea... că întregul popor evreu era responsabil pentru uciderea lui Isus. În conformitate cu această interpretare, atât evreii prezenți la moartea lui Iisus Hristos, cât și poporul evreu, în mod colectiv și pentru eternitate, au comis păcatul de deicid sau de „ucidere de Dumnezeu”. Pe parcursul a 1900 de ani de istorie iudeo-creștină, acuzația de deicid a dus la ură, violență și crimă împotriva evreilor în Europa și America.”
În Evul mediu au existat persecuții pe scară largă în mai multe locuri din Europa, evreii fiind acuzați de omor ritual, expulzați, convertiți forțat la creștinism și masacrați. Motivul principal al prejudecăților împotriva evreilor în Europa a fost religios. Evreii au fost frecvent masacrați și exilați din diverse țări europene. Persecuția a atins apogeul în timpul Cruciadelor. În Prima Cruciadă (1096) comunitățile evreiești înfloritoare de pe malurile Rinului și Dunării au fost complet distruse, un prim exemplu fiind masacrul din Renania. În timpul celei de-a Doua Cruciade (1147) evreii din Franța au fost supuși unor frecvente masacre. Evreii au fost victimele unor astfel de atacuri violente cu prilejul cruciadelor ciobanilor din 1251 și 1320. Cruciadele au fost urmate de expulzări, printre care izgonirea tuturor evreilor englezi în 1290; ulterior, în 1396, 100.000 de evrei au fost expulzați din Franța, iar în 1421 mii de evrei au fost expulzați din Austria. Mulți dintre evreii expulzați au fugit în Polonia.
Pe măsură ce epidemiile de ciumă (Moartea Neagră) devastau Europa la mijlocul secolului al XIV-lea, decimând mai mult de jumătate din populație, evreii au fost considerați țapi ispășitori. S-au răspândit zvonuri că ei au cauzat boala în mod deliberat prin otrăvirea fântânilor. Sute de comunități evreiești au fost masacrate ca urmare a persecuțiilor violente împotriva lor. Deși papa Clement al VI-lea a încercat să-i protejeze prin bula papală din 6 iulie 1348 - urmată de o altă bulă în 1348 -, câteva luni mai târziu 900 de evrei au fost arși de vii în Strasbourg, deși ciuma încă nu afectase orașul.
Un studiu a constatat că persecutările și expulzările evreilor au avut variații diferite și au determinat șocuri economice negative în Europa în perioada cuprinsă între anii 1100 și 1600. Autorii studiului susțin că acest lucru s-a datorat învinovățirii evreilor pentru crizele economice și instalării unor conducători slabi în acele vremuri dificile din punct de vedere economic. Autorii propun câteva explicații pentru scăderea semnificativă a persecuțiilor evreiești după 1600:
- (1) au rămas mult mai puține comunități evreiești prin secolul al XVII-lea;
- (2) îmbunătățirea productivității agricole și integrarea mai bună a piețelor a redus vulnerabilitatea la șocurile economice cauzate de scăderea recoltelor;
- (3) întărirea statelor a determinat o protecție mai puternică a minorităților religioase și etnice;
- (4) au existat mai puține șocuri negative de temperatură;
- (5) impactul Reformei și Iluminismului a redus atitudinile antisemite.

În Statele Papale, care au existat până în 1870, evreii au fost obligați să trăiască numai în anumite cartiere numite ghetouri. Până în anii 1840, ei erau obligați să participe în mod regulat la predici în care erau îndemnați să se convertească la creștinism. Numai evreii erau impozitați pentru a sprijini școlile-internat de stat pentru evreii convertiți la creștinism. Convertirea de la creștinism la iudaism era ilegală. Uneori, evreii au fost botezați involuntar și, chiar și atunci când astfel de botezuri erau ilegale, ei erau forțați să practica religia creștină. În multe astfel de cazuri, statul îi separa pe convertiți de membrii familiilor lor, precum a fost cazul lui Edgardo Mortara, unul dintre cele mai mediatizate cazuri ce i-a opus pe catolicii și evreii din Statele Papale în a doua jumătate a secolului al XIX-lea.

## Antisemitismul arab din Orientul Mijlociu
Potrivit lui Mark R. Cohen, în perioada apariției Islamului, primele relații între musulmani și evrei au fost prietenoase atunci când evreii din Medina i-au oferit adăpost lui Mahomed. Conflictul a apărut atunci când Mahomed a alungat unele triburi evreiești după ce acestea au refuzat să-i jure credință și i-au ajutat pe păgânii de la Mecca. El adaugă că această situație a fost o excepție, mai degrabă decât o regulă.
Evreii care au trăit în mod tradițional în țările musulmane, cunoscuți sub numele de dhimmis, li s-au permis să-și practice religia și să-și administreze afacerile interne, dar au fost supuși anumitor condiții. Ei trebuiau să plătească jizia (un impozit pe cap de locuitor impus bărbaților adulți nemusulmani) musulmanilor. Dhimmis aveau un statut inferior în cadrul statelor islamice, fiind supuși unor restricții sociale și juridice, cum ar fi interdicția de a purta arme sau de a depune mărturie în procesele în care erau implicați musulmani. Contrar credinței populare, Coranul nu permite musulmanilor să-i forțeze pe evrei să poarte îmbrăcăminte distinctivă. Obadia Prozelitul a raportat în 1100 că Califul a creat el-însuși această regulă.
Resentimentele față de evrei au crescut odată ce aceștia au fost percepuți ca având o poziție prea înaltă în societatea islamică și au alimentat, de asemenea, antisemitismul și masacrele. În Spania Maură, ibn Hazm și Abu Ishaq și-au concentrat scrierile lor antievreiești pe această afirmație. Aceasta a fost, de asemenea, motivația principală a masacrului de la Granada din 1066, atunci când „mai mult de 1.500 de familii de evrei, numărând 4.000 de persoane, au căzut într-o singură zi”, și a masacrului de la Fez din 1033, când 6.000 de evrei au fost uciși. Au mai existat masacre la Fez în 1276 și 1465.
În imamatul Zaydi din Yemen, evreii au fost discriminați în secolul al XVII-lea, care a culminat cu expulzarea generală a tuturor evreilor de pe teritoriul Yemenului către câmpia aridă de coastă din Tihamah și care a devenit cunoscută ca Exilul din Mawza.
Afacerea Damasc a avut loc în 1840, când un călugăr francez și servitorul său au dispărut în Damasc. Imediat au fost aduse acuzații de omor ritual împotriva unui număr mare de evrei din oraș, inclusiv copii, care au fost torturați. Consulii Angliei, Franței și Germaniei, precum și autoritățile otomane, creștinii, musulmanii și evreii au jucat un rol important în această afacere.
În urma afacerii Damasc, au avut loc pogromuri în Orientul Mijlociu și Africa de Nord. Pogromuri au avut loc în: Alep (1850, 1875), Damasc (1840, 1848, 1890), Beirut (1862, 1874), Dayr al-Qamar (1847), Ierusalim (1847), Cairo (1844, 1890, 1901-1902), Mansura (1877), Alexandria (1870, 1882, 1901-1907), Port said (1903, 1908), Damanhur (1871, 1873, 1877, 1891), Istanbul (1870, 1874), Buyukdere (1864), Kuzguncuk (1866), Eyub (1868), Edirne (1872), Izmir (1872, 1874).
A existat un alt masacru la adresa evreilor din Bagdad în 1828. Un alt masacru a avut loc la Barfurush în 1867.
În 1839, în orașul persan estic Mașhad, mulțimea a pătruns în cartierul evreiesc, a ars sinagoga și a distrus sulurile de Tora. Acest eveniment este cunoscut ca incidentul Allahdad. Masacrul a fost evitat doar prin convertirea forțată a evreilor.
În Palestina au fost revolte și pogromuri împotriva evreilor în 1920 și 1921. Tensiunile de la Zidul de Vest din Ierusalim au dus la revoltele din Palestina din 1929, ale căror victime principale au fost vechile comunități evreiești din Hebron, care au dispărut.

## Teritoriile ocupate de naziști
Persecutarea evreilor a atins cea mai distructivă formă pe teritoriile ocupate de Germania Nazistă. Politica statului nazist a considerat distrugerea evreilor ca fiind o prioritate, iar rezultatul a fost uciderea a aproximativ 6.000.000 de evrei în timpul Holocaustului din 1941 până în 1945. Inițial, naziștii au folosit echipele morții, Einsatzgruppen, pentru a efectua masacre masive de evrei pe teritoriile pe care le-au cucerit. Prin 1942, conducerea nazistă a hotărât să pună în aplicare Soluția Finală (genocidul evreilor din Europa) și să crească ritmul exterminării evreilor prin înființarea de lagăre de exterminare în care evreii să fie uciși în mod sistematic și organizat, dar și alte persoane care i s-au opus deschis lui Hitler.
Aceasta a fost o metoda industrială de genocid. Milioane de evrei au fost transportați din ghetourile supraaglomerate și insalubre (adesea prin intermediul trenurilor) către lagărele de exterminare, în care unii au fost mânați într-o anumită locație (de multe ori o cameră de gazare), apoi uciși prin gazare sau împușcare. Alți prizonieri pur și simplu s-au sinucis, neputând să reziste ororilor vieții din lagăre. Ulterior, trupurile celor morți erau căutați adesea de obiecte de valoare precum dinții de aur, iar rămășițele lor au fost apoi îngropate în gropi comune sau arse. Alții au fost internați în lagăre, unde au primit puțină mâncare și s-au îmbolnăvit.
Evadările din lagărele de concentrare au fost puține, dar nu necunoscute. Câteva persoane au reușit să evadeze de la Auschwitz cu ajutorul membrilor rezistenței poloneze din lagăr sau al oamenilor de afară. În 1940, comandantul lagărului Auschwitz a raportat că „populația locală este formată din polonezi fanatici, pregătiți să ia acțiune împotriva personalului SS din lagăr, pe care-l urăște. Fiecare prizonier care a reușit să scape poate conta pe ajutorul lor în momentul în care a ajuns la zidul primei gospodării poloneze”.

## Rusia și Uniunea Sovietică

### Rusia Țaristă
Pentru o mare parte a secolului al XIX-lea, Rusia Imperială, care includea o mare parte a Poloniei, conținea cea mai mare populație evreiască din Europa. Din perioada domniei lui Alexandru al III-lea până la sfârșitul epocii țariste din Rusia, mulți evrei au suferit numeroase restricții și li s-a interzis așezarea în anumite zone sau practicarea anumitor meserii. Evreii au fost supuși unor legi cu caracter rasial, precum Legile din Mai, și au fost, de asemenea, victimele a sute de revolte antievreiești violente, numite pogromuri, care au fost sprijinite neoficial de stat. În această perioadă a apărut un document fals care descria o conspirație evreiască mondială, ce a devenit cunoscut ca Protocoalele înțelepților Sionului.

Guvernul țarist a implementat programe care să asigure că evreii vor rămâne izolați. Cu toate acestea, guvernul a tolerat organizațiilor lor religioase și etnice, precum și dreptul lor de a emigra. Restricțiile și legile discriminatorii i-au făcut pe mulți evrei ruși să îmbrățișeze cauzele liberale și socialiste. Cu toate acestea, în urma Revoluției Ruse mulți evrei activi pe plan politic și-au pierdut identitatea lor evreiasca. Potrivit lui Lev Troțki,
[Evreii] nu se considerau nici evrei și nici ruși, ci socialiști. Pentru ei, evreii nu erau o națiune, ci o clasă de exploatatori a căror soartă era să se dizolve și să se asimileze.
După destrămarea Rusiei Țariste, evreii s-au aflat într-o situație tragică. Rușii conservatori îi considerau elemente neloiale și subversive, iar radicalii îi priveau pe evrei ca pe o clasă socială osândită.

### Uniunea Sovietică
Chiar dacă mulți dintre vechii bolșevici erau etnici evrei, ei au căutat să se rupă de iudaism și de sionism și au format Evsekția în scopul de a atinge acest obiectiv. Până la sfârșitul anilor 1940, conducerea comunistă a fostei URSS a lichidat aproape toate organizațiile evreiești, cu excepția câtorva sinagogi cu o arhitectură deosebită. Aceste sinagogi au fost apoi plasate sub supravegherea poliției, uneori prin recrutarea de informatori.
Campania din anii 1948-1953 împotriva așa-numiților „cosmopoliți fără țară”, presupusul „complot al doctorilor”, creșterea propagandei antisioniste și activitățile ulterioare ale organizațiilor oficiale precum Comitetul Antisionist Sovietic s-au desfășurat în mod oficial sub numele de „antisionism” și până la jumătatea anilor 1950 persecutarea evreilor sovietici a apărut ca un caz major  de încălcare a drepturilor omului atât în Occident, cât și pe plan intern.